# Przestrzeń, Ekonomia, Społeczeństwo
„Przestrzeń, Ekonomia, Społeczeństwo” („Space, Economy, Society”) – czasopismo naukowe wydawane przez Sopocką Akademię Nauk Stosowanych. Podzielone jest na trzy działy tematyczne, w skład których wchodzą oryginalne, wcześniej niepublikowane artykuły naukowe i opracowania o charakterze projektowym, poświęcone zagadnieniom z dziedzin: nauk inżynieryjno-technicznych (dyscyplina: architektura i urbanistyka), nauk społecznych (dyscypliny: ekonomia i finanse, nauki o komunikacji społecznej i mediach), sztuki (sztuki plastyczne i konserwacja dzieł sztuki).
„Przestrzeń, Ekonomia, Społeczeństwo” („Space, Economy, Society”) to półrocznik, który ukazuje się od 2012 roku. Publikowane są w nim artykuły w języku polskim i angielskim. Recenzja tekstów prowadzona jest zgodnie z modelem double blind review. Każdy artykuł recenzowany jest przez przynajmniej dwóch recenzentów. Czasopismo „Przestrzeń, Ekonomia, Społeczeństwo” oferuje dostęp do treści w systemie Open Access. Od numeru 15 wszystkie artykuły publikowane są na zasadach licencji Creative Commons (CC BY-NC-ND 4.0).
Pierwotną wersją czasopisma jest wersja papierowa o numerze ISSN 2299-1263. Czasopismo jest również dostępne w formie elektronicznej na stronie internetowej Uczelni i z racji tego, w wersji online posiada odrębny numer ISSN 2353-0987.
Półrocznik „Przestrzeń, Ekonomia, Społeczeństwo” jest indeksowany w Index Copernicus, The Central European Journal of Social Sciences and Humanities (CEJSH), BazEkon oraz Google Scholar.

## Rada Naukowa
- dr hab. Małgorzata Gawrycka (Przewodnicząca) – Politechnika Gdańska – Polska
- prof. Roman Gajewski – Akademia Sztuk Pięknych w Gdańsku – Polska
- dr hab. Maria Jastrzębska – Uniwersytet Gdański – Polska
- dr Piotr Lizakowski – Akademia Marynarki Wojennej w Gdyni – Polska
- dr hab. Jerzy Ossowski – Politechnika Gdańska – Polska
- dr inż. arch. Grzegorz Pęczek – Sopocka Akademia Nauk Stosowanych – Polska
- dr hab. Błażej Prusak – Politechnika Gdańska – Polska
- dr hab. Katarzyna Romanczuk – Żytomierski Państwowy Uniwersytet Technologiczny – Ukraina
- Ph. D Helena Stolarenko – Narodowa Akademia Statystyki, Rachunkowości i Audytu – Ukraina
- dr Anna Szymczak – Sopocka Akademia Nauk Stosowanych – Polska
- dr Eva Vaništa Lazarević, prof. – Uniwersytet w Belgradzie – Serbia
- dr Kęstutis Zaleckis, prof. – Uniwersytet Technologiczny w Kownie – Litwa

## Redakcja
- Teresa Martyniuk – red. naczelna
- Joanna Grott – sekretarz
- Grzegorz Pęczek – red. tematyczny
- Anna Szymczak – red. tematyczny